# Karura
U japanskoj mitologiji Karura (ja. 迦楼羅) legendarna je ptica-čovjek. Ona je golemo, vatrom plamteće stvorenje stvoreno pomoću japanskog hindu - budističkog mita. Karura je mitološko stvorenje, zamišljeno tako, da ima čovječje tijelo i orlovu glavu. Mitološko stvorenje bazirano je na jednom hinduističkom mitu o Garudi, čovjeku s ptičjim krilima. Mit je ubrzo i prenošen na Japan, za budizam. U izvorima, mit je transliteriran na japanski jezik.
Smatra se da Karura otjerava zle zmije i zmajeve. Samo zmaj koji posjeduje budistički talisman, ili bilo koji drugi predmet koji odgovara budističkom učenju, može se zvati jedino Karura. Karura, osim što se za nju smatra da otjerava zle zmije i zmajeve, njih i jede.
Karura se vrlo često greškom naziva Hōō (ja. 鳳凰) ili Feniks. Zapravo, Hōō je ptica kineske mitologije zvana pinyin (ki. 鳳凰/凤凰) ili Fenghuang.